# Miratemnus zuluanus
Miratemnus zuluanus es una especie de arácnido del orden Pseudoscorpionida de la familia Atemnidae.

## Distribución geográfica
Se encuentra en  el sur de África.